# Юр'ївська сільська рада (Приморський район)
| Юр'ївська сільська рада — колишній орган місцевого самоврядування у Приморському районі Запорізької області з адміністративним центром у с. Юр'ївка. Водойми на території сільради: р. Лозуватка, р.Ердель. Сільській раді підпорядковані населені пункти: - с. Юр'ївка |

## Склад ради
Рада складається з 12 депутатів та голови.

### Керівний склад ради
| ПІБ                          | Основні відомості                                                   | Дата обрання | Дата звільнення |
| ---------------------------- | ------------------------------------------------------------------- | ------------ | --------------- |
| Трофименко Сергій Васильович | Сільський голова, 1970 року народження, освіта вища, самовисуванець | 25.10.2015   |                 |

Примітка: таблиця складена за даними джерела